# Izgorje
Izgorje so naselje v Občini Žiri.